# Sandra Cisneros
Sandra Cisneros   (Chicago, 20 de desembre de 1954) és una escriptora estatunidenca. És coneguda sobretot per la seva primera novel·la, The House on Mango Street (1983) i la seva posterior col·lecció de contes Woman Hollering Creek and Other Stories (1991). El seu treball experimenta amb formes literàries que investiguen posicions temàtiques emergents, que la mateixa Cisneros atribueix a créixer en un context d'hibriditat cultural i desigualtat econòmica que la va dotar d'històries úniques per explicar. Va rebre nombrosos premis, inclosa la beca National Endowment for the Arts, va rebre una de les 25 noves beques Art of Change de la Fundació Ford el 2017 i és considerada una figura clau de la literatura xicana.
Els primers anys li van proporcionar moltes experiències que més tard va aprofitar com a escriptora: va créixer com a única filla d'una família de sis germans, cosa que sovint la feia sentir aïllada, i la constant migració de la família entre Mèxic i els Estats Units li va inculcar el sentit del "sempre a cavall entre dos països... però no pertanyent a cap de les dues cultures." L'obra de Cisneros tracta de la formació de la identitat xicana, tot explorant els reptes de quedar atrapats entre les cultures mexicana i angloamericana, i enfrontar-se a les actituds misògines presents en aquestes dues cultures i experimentar la pobresa. Per la seva crítica social i el seu estil de prosa, Cisneros ha aconseguit un reconeixement molt més enllà de les comunitats xicanes i llatines, fins al punt que The House on Mango Street s'ha traduït a tot el món i s'estudia a les aules dels Estats Units com una novel·la coming-of-age.
Cisneros ha ocupat diversos càrrecs professionals, i ha treballat com a professora, consellera, reclutadora universitària, poeta a les escoles i administradora d'art i ha mantingut un fort compromís amb les causes comunitàries i literàries. El 1998 va fundar el Macondo Writers Workshop, que ofereix tallers de consciència social per a escriptors, i el 2000 va fundar la Fundació Alfredo Cisneros Del Moral, que premia escriptors amb talent connectats a Texas. Cisneros resideix actualment a Mèxic.

## Obra publicada

### Llibres
- Cisneros, Sandra. Bad boys.  San Jose: Mango, 1980. OCLC 7339707.
- Cisneros, Sandra. The House on Mango Street.  Arte Público, 1983. ISBN 978-0-934770-20-0.. Second edition: Cisneros, Sandra. The House on Mango Street.  Vintage, 1989. ISBN 978-0-679-73477-2..
- Cisneros, Sandra. My Wicked, Wicked Ways.  Third Woman Press, 1987. ISBN 978-0-943219-01-1.
- Cisneros, Sandra. Woman Hollering Creek and Other Stories.  Random House, 1991. ISBN 978-0-394-57654-1.
- Cisneros, Sandra. Hairs = Pelitos.  Knopf, 1994. ISBN 978-0-679-89007-2.
- Cisneros, Sandra. Loose Woman: Poems.  Knopf, 1994. ISBN 978-0-679-41644-9.
- Cisneros, Sandra. Caramelo, or, Puro cuento.  Knopf, 2002. ISBN 978-1-4000-4150-3.
- Cisneros, Sandra. Vintage Cisneros.  Vintage, 2004. ISBN 978-1-4000-3405-5.
- Cisneros, Sandra. Bravo Bruno.  La Nuova Frontiera, 2011. (Italian)
- Cisneros, Sandra. Have You Seen Marie?.  Alfred A. Knopf, 2012. ISBN 978-0307597946.
- Cisneros, Sandra. A House of My Own.  Knopf, 2015. ISBN 978-0-385-35133-1.
- Cisneros, Sandra. Puro Amor.  Sarabande, 2018. ISBN 978-1946448217.

### Col·laboracions
- Days and Nights of Love and War (2000). By Eduardo Galeano. Contribution by Sandra Cisneros.
- Family Pictures/ Cuadros de Familia (2005). By Carmen Lomas Garza. Introduction by Sandra Cisneros
- Emergency Tacos: Seven Poets Con Picante (2007). By Carlos Cumpian, Sandra Cisneros, Carlos Cortez, Beatriz Badikian, Cynthia Gallaher, Margarita Lopez-Castro, Raul Nino.
- Things We Do Not Talk About: Exploring Latino/a Literature through Essays and Interviews (2014). By Daniel Olivas. Interview of Sandra Cisneros featured in book.

### Assaigs
- Cisneros, Sandra «An ofrenda for my mother». Granta, 108, Autumn 2009, pàg. 219–224. Arxivat de l'original el 2012-09-27. Arxivat 2012-09-27 a Wayback Machine.